# Stadio del Conero
Das Stadio del Conero ist ein Fußballstadion in der italienischen Hafenstadt Ancona, Region Marken. Zuvor nutzen die städtischen Fußballmannschaften das Stadio Dorico von 1931. Heute trägt der Fußballverein US Ancona 1905 hier seine Heimspiele aus.

## Geschichte
Das Stadio del Conero wurde 1992 fertiggestellt und am 6. Dezember des Jahres mit einer Partie der Serie A am 12. Spieltag zwischen dem damaligen AC Ancona und Inter Mailand (3:0) eröffnet. Den ersten Treffer im Stadion erzielte der ungarische Mittelfeldspieler Lajos Détári. Zwar schlug man Inter, die am Ende Vizemeister wurde, aber der Aufsteiger musste nach einer Saison wieder absteigen. 2003 fand das Kurzturnier Trofeo TIM mit Inter Mailand, Juventus Turin und dem AC Mailand statt. Zwei Mal besuchte Papst Johannes Paul II. das Stadion. Es bietet 23.976 Sitzplätze. Gegenwärtig ist es aus Sicherheitsgründen für maximal 14.295 Besucher zugelassen. Die Tribünen des Stadions sind in den Erdboben eingelassen. Bis auf eine kleine Überdachung auf der Haupttribüne befinden sich die Plätze unter freiem Himmel.

## Länderspiele
Bisher trat die Squadra Azzurra zu drei Länderspielen im Stadio del Conero an. Auch die U-21 der Männer trug hier einige Begegnungen aus.
- 31. März 1999:  Italien –  Belarus 1:1 (Qualifikation zur EM 2000)
- 11. Oktober 2000:  Italien –  Georgien 2:0 (Qualifikation zur WM 2002)
- 16. November 2003:  Italien –  Rumänien 1:0 (Freundschaftsspiel)